# 桂小文枝 (4代目)
4代目 桂 小文枝（よんだいめ かつら こぶんし、1951年1月5日 - ）は、日本の落語家。本名は立入 勉三。所属事務所は吉本興業。上方落語協会会員（相談役）。上方落語を聴く会会長（副会長は桂小枝）。大阪府大阪市城東区出身。現在は大阪府豊中市在住。2019年2月までの高座名は桂きん枝（一時期別の高座名を名乗ったこともある。詳細は後述）。
お笑いコンビ・バンビーノの藤田裕樹は、甥（姉の子）にあたる。

## 来歴・人物

結三柏は、桂文枝一門の定紋である。

本名の苗字の「立入」は母方の姓で母は滋賀県の出身、父は畳職人をしていた。

### 華やかなデビュー
成城工業高校卒業後にエレベーター会社に勤めるが退職し、1969年7月、3代目桂小文枝（後の5代目桂文枝）に入門。一門では兄弟子6代桂文枝に次ぐ2番弟子となる。高座名は苗字の立入から引っ掛けて「なんや〜。立入禁止みたいやな。」と3代目小文枝が「きん枝」と命名。まもなく月亭八方らとともに大須演芸場で初舞台。当時の人気番組毎日放送『ヤングおー!おー!』では弟弟子の桂文珍、月亭八方、4代目林家小染とともに｢ザ・パンダ」として活躍し、全国に名が知れる。要領の悪いところから3代目小文枝に「うっかり」と呼ばれ、最もかわいがられた愛弟子として知られる。吉本興業での同期に間寛平らがいる。

### トラブルと謹慎
私生活でトラブルを起こしたこともある。1979年7月にはLSD疑惑、1981年11月には無免許運転（この事件を機に当時レギュラー出演していた『プロポーズ大作戦』（朝日放送）も降板している）、1983年8月の32歳のときには18歳未満の女性と夜間一緒に歩いていたところを警察官に見つかり任意同行・書類送検されるという事件（俗称「横浜ニャンニャン事件」。未成年交際疑惑）を起し、3代目小文枝から謹慎を言い渡され、所属の吉本興業からも無期限謹慎処分を受けた。
5代目文枝は「謹慎」と言ったのがマスコミに「破門」と書かれた、と著書に記している。ただ、単なる「謹慎」だけではいかんという理由で休業し、一般企業で勤務することになった。きん枝に目をかけていた山科の経営者の企業が勤務先であったという。当時、FRIDAYに千里丘駅から山科駅を電車で通勤する姿が掲載された。

### 芸能界復帰・二度の改名
1985年6月、「桂勝枝」の名前で吉本に復帰する。しかしこの当時は島之内寄席に出る程度で、サラリーマン生活を続けていた。その折に6代目笑福亭松鶴が勝枝を伴って3代目小文枝の自宅を訪れ、「多持（たもつ）、もう戻したれ」と持ちかけ、3代目小文枝はすでに「タイミングの問題だけ」と考えていた。松鶴は不慮の交通事故で死亡した4代目小染の通夜（1984年1月31日）の際に参列したきん枝に声をかけていたという。1986年7月、吉本と3代目小文枝の許可を得て「きん枝」に復名した（小文枝は著書で「戻り襲名」と記している)。

### 復帰後
生前の5代目文枝に「文吾」を襲名したいと申し出たことがある。
2002年には大阪市立大学経済学部2部に社会人入試で合格し、入学。また、2004年3月前年の阪神タイガース優勝時の公約により24歳年下の看護師と結婚。翌年第1子誕生。2001年に離婚した前妻の間に1男1女がいるが、一般人のため、公表されていない。
主に関西のテレビ・ラジオなどで活動し、天満天神繁昌亭では「きん枝のがっぷり寄席」を定期的に開催していた。
2010年4月23日に｢芸人でも政治家ができると思った｣として民主党から第22回参議院議員通常選挙に立候補することを発表した。今後の芸能活動について、吉本興業と結んでいたマネジメント契約を両者合意の上で一旦解除され、所属していた上方落語協会も退会した。民主党の比例代表候補として立候補するも落選。同年10月29日の吉本のイベントにおいて復帰し、同日に吉本興業に復帰した。また、11月8日には上方落語協会に復帰。後に『笑点』の東西大喜利などでは、これらの顛末を「出入りきん枝!」とネタにされているほか、2008年12月から地球一周アースマラソンに挑戦し、選挙当時中央アジアに滞在していた間寛平が、2011年1月にゴールした際には「きん枝!選挙落ちたんやろ?」と発言したり、2011年10月に開催されたオールスター感謝祭では、芸能界を引退した島田紳助の代わりにスペシャル司会を務めたビートたけしにも、「選挙の得票数が一番少なかったのは?」と問題にされ正解者は、きん枝のことをよく知っている同年代の芸人仲間である 西川きよし・西川のりお・大平サブローを始めとする23人だけであった。
2016年6月22日、上方落語協会の副会長に就任し、外部公演と神戸新開地・喜楽館の責任者の役割を担う。

### 小文枝襲名
2017年9月、2年後の2019年に小文枝を襲名することが発表される。
2019年3月12日、なんばグランド花月で「四代 桂小文枝襲名披露公演」が開かれ、予定通り小文枝を襲名した。この日は師匠である5代目文枝の命日にも当たっていた。小文枝の名跡は27年ぶりとなる。なお、上方落語協会プロフィールでは「四代」と記されており、兄弟子の文枝同様「目」は入らない。

### その他
プロ野球、阪神タイガースのファンとして知られている。日頃よく阪神甲子園球場に足を運んで試合を観戦している。なお、幼少期は大阪球場を本拠としていた南海ホークスファンであった。
『笑点』の東西大喜利の際は、出演してるきん枝の事をネタにされると、兄弟子の桂文枝（桂三枝）が「また、お前。何かやったんか！」、「ええ加減にせえよ！」と扇子できん枝の頭を叩いてツッコむのがお約束となっている。

## 出演番組

### 現在
- 京都発よしもとハッピーアワー しほう八方、進入きん枝（2014年4月 - 、KBS京都）水曜日
- こんちわコンちゃんお昼ですょ! (2014年4月 -、 MBSラジオ）月曜日

### 過去
- プロポーズ大作戦 （ABCテレビ） -　「愛のキューピット」担当
- ナイトinナイト（ABCテレビ）
- わいわいサタデー（ABCテレビ）
- 三枝きよし興奮テレビ（MBSテレビ）
- おとなのえほん（サンテレビジョン）
- きん枝の大学対抗ザ・寿GAME（KBS京都テレビ）
- よしもとモーニングショー→よしもと爆笑モーニング（テレビ北海道）- 司会　北海道ローカルでの生放送番組だった。この生放送番組司会の仕事のため、大阪から北海道・札幌（新千歳空港）へ飛行機で毎週1回通っていた。
- てるてる家族（NHK連続テレビ小説）
- 痛快!エブリデイ月曜（関西テレビ）
- ぶっちゃけ!生タマゴン（関西テレビ）
- ぶったま!（関西テレビ）
- ラジオよしもと むっちゃ元気! 火曜（ラジオ大阪）
- ラジオよしもと むっちゃ元気スーパー! 木曜（ラジオ大阪）
- かんさい情報ネットten!（読売テレビ、不定期）
- ふたりは恋愛中（東京12チャンネル）
- 人志松本の○○な話 (フジテレビ) - 2010年2月16日の「ゾッとする話」にゲスト出演、「京都で」というタイトルで、とある事件に巻き込まれた体験談を語った。
- 大阪発しゃべるランチタイム なにしよ!?（2013年7月 - 、テレビ大阪）火曜日
- 歌謡大全集（ABCラジオ）

## その他の出演

### Vシネマ
- 難波金融伝ミナミの帝王劇場版partII（1993年）友情出演

### 映画
- 明日があるさ THE MOVIE（2002年）

### CM
- 日清食品「出前一丁」（1974年）
- コーミ ソース（1980年ごろ）
- 島田商事 スピーダー（裾上げテープ。1983年）

## 著書
- 『桂きん枝の落語な子育て』サンマーク出版、2009年、ISBN 4763184687

## 弟子
- 桂きん太郎
- 桂ちきん
- 桂小きん（師・5代目文枝の孫）

詳しくは文枝一門。